# دباش (جنس)
الدَّبَّاش جنس من أكثر أجناس الخفافيش تنوعًا ، وتضم أكثر من 70 نوعًا. تتميز بزوائدها المنخرية النضوية المستديرة. أذنابها بوقية لا وتدية. ثناياها العليا دقيقة الحد فارقة. مسرحها من الغسق إلى فحمة الليل إنه جنس نمطي لفصيلة خفاشيات العالم القديم ورقة الأنف. وهي مقسمة إلى مجموعات الأنواع على أساس علم التشكل.